# Шидловский, Сергей Илиодорович
Серге́й Илиодо́рович Шидло́вский (16 [28] марта 1861, Ницца, Франция — 7 июля 1922, Таллин, Эстония) — русский политический деятель, член Государственной думы 3-го и 4-го созывов от Воронежской губернии. Товарищ председателя 3-й Государственной думы. Младший брат Н. И. Шидловского.

## Биография
Родился в Ницце 16 (28) марта 1861 года. Происходил из потомственных дворян Воронежской губернии — сын губернского предводителя дворянства Илиодора Ивановича Шидловского (1827—1904). 
По окончании Александровского лицея в 1880 году, поселился в своем имении, где посвятил себя сельскому хозяйству и общественной деятельности. Избирался гласным Валуйского уездного и Воронежского губернского земских собраний и почетным мировым судьей. С 1891 года состоял чиновником особых поручений при министре внутренних дел. В 1897 году был призван к участию во всеобщей переписи населения в качестве главного руководителя деятельностью переписных учреждений Харьковской и Полтавской губерний. В 1900 году был назначен членом Совета Крестьянского поземельного банка и заведующим покупкой имений за счет банка и распродажей их крестьянам. Должность эта, сопряженная с большими разъездами, дала ему возможность познакомиться на местах с хозяйственными условиями самых разных местностей России и близко изучить крестьянское землевладение и хозяйство. В 1903 году принимал участие в разработке материала, доставленного местными комитетами Особому совещанию о нуждах сельскохозяйственной промышленности, и составил, по поручение статс-секретаря С. Ю. Витте, общий свод трудов местных комитетов. 14 апреля 1902 года произведён в действительные статские советники. 30 сентября 1905 года был назначен директором Департамента земледелия ГУЗиЗ, а 22 апреля 1906 года вышел в отставку, возвратившись к занятию сельским хозяйством и земской деятельности.
В 1907 году был избран членом III Государственной думы от съезда землевладельцев Воронежской губернии (имел 3400 десятин). Входил во фракцию октябристов. С 30 октября 1909 по 29 октября 1910 года был товарищем председателя ГД. Состоял председателем земельной комиссии (с 1911), а также членом комиссий: чиншевой, сельскохозяйственной, и о мерах к охранению памятников древности. Выступал в поддержку столыпинских аграрных реформ.
В 1912 году переизбран в Государственную думу общим составом выборщиков губернского избирательного собрания. Входил во фракцию октябристов, а после её раскола в январе 1914 года возглавил группу «Союза 17 октября». Состоял председателем земельной комиссии. Входил в Совет старейшин ГД. Был одним из лидеров Прогрессивного блока и председателем бюро блока с 4 сентября 1915 года.
В ходе Февральской революции 27 февраля 1917 года был избран членом Временного комитета Государственной думы. Состоял председателем Совета по делам искусств при комиссаре над бывшим Министерством императорского двора и комиссаром в Академии художеств. В апреле 1917 вошел в состав комиссии по выработке закона об Учредительном собрании, а в мае был избран от ВКГД в Главный земельный комитет под председательством А. С. Посникова. 6 августа 1917 года избран членом Поместного собора Православной церкви от Государственной думы. В августе 1917 участвовал также в Совещании общественных деятелей и Государственном совещании в Москве, в сентябре — во Временном совете Российской республики. Входил в Совет общественных деятелей. На заседании IV подотдела Поместного собора 7 августа 1918 года сделал доклад на тему об отречении Николая II, назвав его добровольным и отметив:

Перед Государственной Думой при создавшемся тогда положении открывались два пути: либо, оставаясь на почве строгой формальной законности, совершенно отстраниться от совершающихся событий, никаким образом в её законную компетенцию не входящих; либо, преступив закон, попытаться направить революционное движение по наименее разрушительному пути. Она избрала второй путь и, конечно, была права. А почему её попытка не удалась, это всё выяснит беспристрастная история

Другой активной политической деятельности после Октябрьской революции не вёл. С 1920 года в эмиграции в Эстонии. Служил в Министерстве юстиции, где занимался разработкой земельного законодательства. Сотрудничал в таллинской газете «Последние известия». Был председателем 2-го съезда русских эмигрантов в Эстонии. В июне 1921 года принял участие в парижском съезде Русского национального объединения, который поставил своей целью «возможно скорое свержение большевизма», в том числе вооруженным путём, а также поддержку Русской армии генерала Врангеля.
Скончался в Таллине 7 июля 1922 года. Оставил «Воспоминания» (Берлин, 1923. Т. 1—2).

## Награды
- Орден Святой Анны 3-й ст. (1898)
- Высочайшая благодарность (1905)
- Орден Святого Владимира 3-й ст. (1906)
- медаль «В память царствования императора Александра III»
- медаль «За труды по первой всеобщей переписи населения»

## Сочинения
- Материалы для очерка служебной деятельности Шидловских в Слободской Украине 1696—1727 гг., собранные и изданные С. И. Шидловским. — СПб., 1896.
- Земельное обложение. — СПб., 1904.
- Земельные захваты и межевое дело. — СПб., 1904.
- Земство. — СПб., 1904. — 126 с.
- Общий обзор трудов местных комитетов. — СПб., 1905.
- Воспоминания: в 2 томах. — Берлин, 1923.

## Семья
С 10 января 1892 года был женат на Александре Андреевне Сабуровой (1872—1937), дочери А. А. Сабурова. Их дети:
- Андрей (1892—1919), воспитанник Александровского лицея (1914), штабс-капитан лейб-гвардии Конной артиллерии. Умер 26 декабря 1919 года на станции Гнилуша.
- Александр (1896—1969), воспитанник Пажеского корпуса (1916), поручик лейб-гвардии Конной артиллерии. В эмиграции — в Англии.
- Мария (1898—1978)
- Георгий (21.01. 1902—1941), в эмиграции в Эстонии, один из организаторов русского скаутского движения в Нарве.
- София (20.11.1903—2000), замужем за Никитой Яковлевичем Куломзиным. В эмиграции — в Париже.